# Markthalle (Launac)

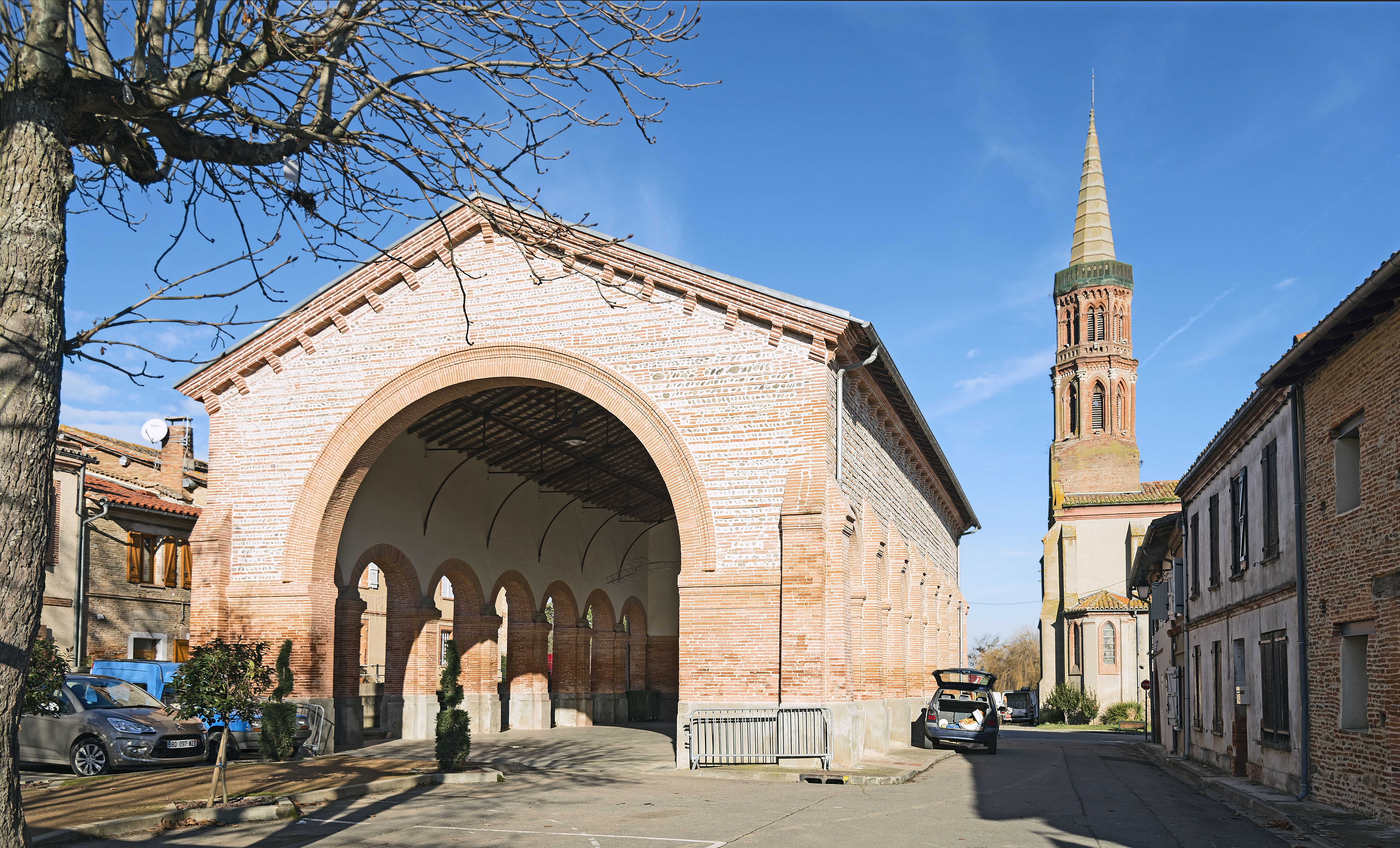
Markthalle in Launac

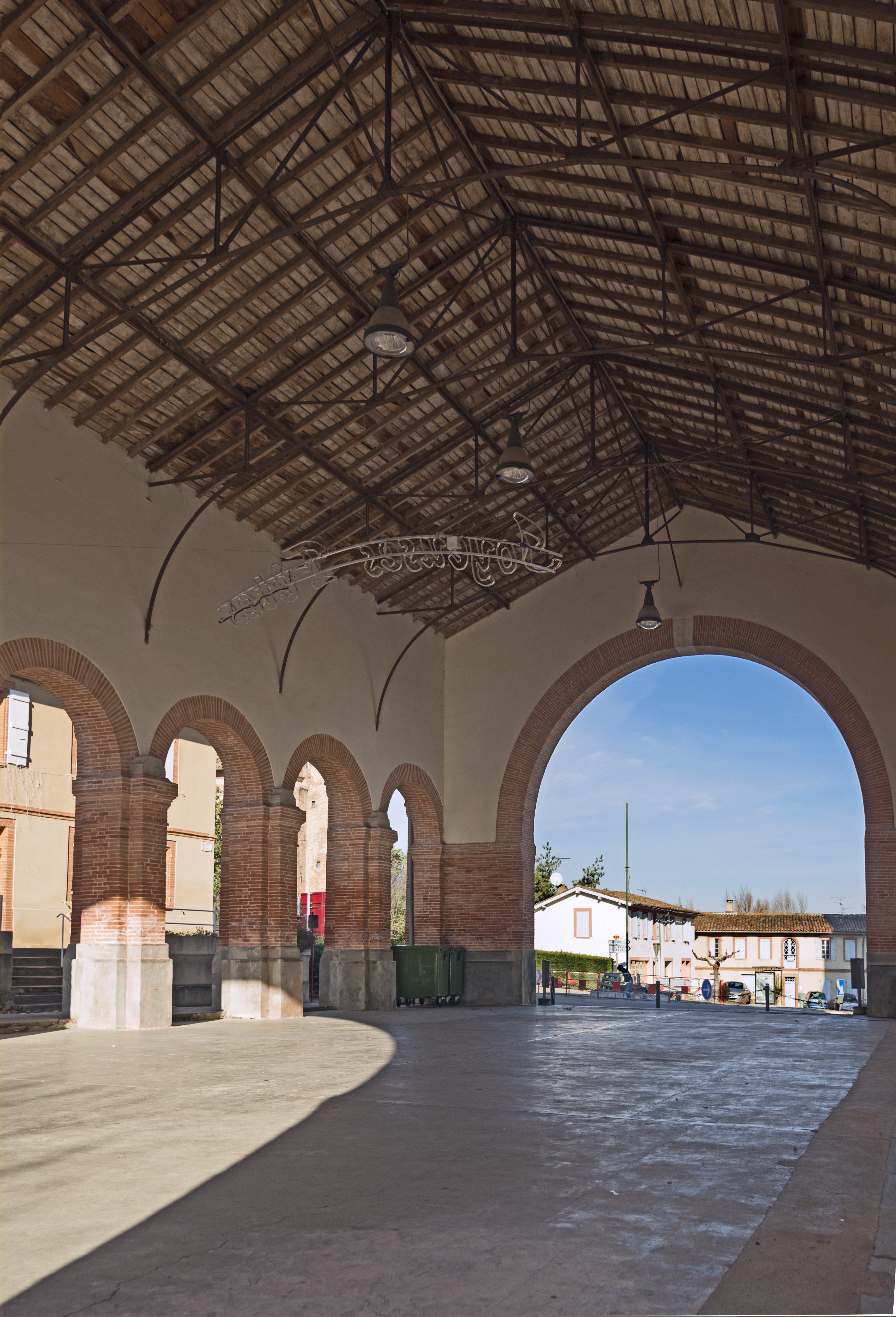
Innenansicht

Die Markthalle in Launac, einer französischen Gemeinde im Département Haute-Garonne in der Region Okzitanien, wurde 1854 errichtet.
Die Markthalle an der Place de l’Église wurde nach Plänen des Architekten Jacques-Jean Esquié aus Toulouse erbaut. An den Breitseiten dienen große Rundbögen als Eingang. An den Längsseiten sorgen jeweils fünf Rundbögen für Tageslicht. Das Satteldach ist mit Ziegeln gedeckt.